# 贝维尔拉康帕涅
贝维尔拉康帕涅（法語：Berville-la-Campagne，法語發音：[bɛʁvil la kɑ̃paɲ]）是法国厄尔省的一个市镇，位于该省中部，属于贝尔奈区。

## 地理
贝维尔拉康帕涅（49°1'35"N, 0°54'3"E）面积8.68 平方千米，位于法国诺曼底大区厄尔省，该省份为法国北部内陆省份，北起滨海塞纳省，西接奧恩省和卡爾瓦多斯省，南至厄尔-卢瓦省，东临瓦兹省、瓦兹河谷省和伊夫林省。
与贝维尔拉康帕涅接壤的市镇（或旧市镇、城区）包括：巴尔凯、科朗德尔-坎卡尔农、埃芒维尔、法沃罗勒拉康帕涅、卢韦尔塞、罗米伊-拉皮特奈。
贝维尔拉康帕涅的时区为UTC+01:00、UTC+02:00（夏令时）。

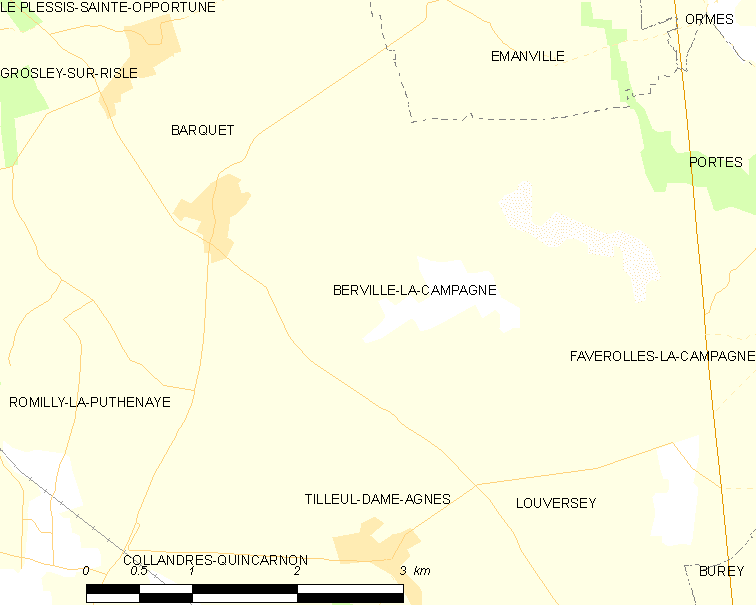
贝维尔拉康帕涅的OSM定位图

## 行政
贝维尔拉康帕涅的邮政编码为27170，INSEE市镇编码为27063。

## 政治
贝维尔拉康帕涅所属的省级选区为布里奥讷县。

## 人口

1962-2008年间贝维尔拉康帕涅人口变化图示

贝维尔拉康帕涅于2022年1月1日时的人口数量为265人。